# Treat (Algeria)
Treat è un comune dell'Algeria, situato nella provincia di Annaba.